# Sollevamento pesi ai Giochi della XX Olimpiade - Pesi mosca
La competizione della categoria pesi mosca (fino a 52 kg) di sollevamento pesi ai Giochi della XX Olimpiade si è svolta il giorno 27 agosto 1972 alla Weightlifting Hall del Messegelände di Monaco di Baviera.

## Regolamento
La classifica era ottenuta con la somma delle migliori alzate delle seguenti 3 prove:
- Distensione lenta
- Strappo
- Slancio

Su ogni prova ogni concorrente aveva diritto a tre alzate. In caso di parità vinceva il sollevatore che pesava meno.

## Risultati
| Pos.    | Atleta               | Nazione        | Peso Atleta | Distensione lenta | Distensione lenta | Distensione lenta | Distensione lenta | Strappo | Strappo | Strappo | Strappo | Slancio | Slancio | Slancio | Slancio | Totale     |
| Pos.    | Atleta               | Nazione        | Peso Atleta | 1                 | 2                 | 3                 | Tot               | 1       | 2       | 3       | Tot     | 1       | 2       | 3       | Tot     |            |
| ------- | -------------------- | -------------- | ----------- | ----------------- | ----------------- | ----------------- | ----------------- | ------- | ------- | ------- | ------- | ------- | ------- | ------- | ------- | ---------- |
| Oro     | Zygmunt Smalcerz     | Polonia        | 51.60       | 107.5             | 112.5             | 112.5             | 112.5             | 95.0    | 100.0   | 102.5   | 100.0   | 125.0   | 130.0   | 130.0   | 125.0   | 337.5      |
| Argento | Lajos Szűcs          | Ungheria       | 51.40       | 102.5             | 107.5             | 112.5             | 107.5             | 90.0    | 95.0    | 95.0    | 95.0    | 122.5   | 127.5   | 135.0   | 127.5   | 330.0      |
| Bronzo  | Sándor Holczreiter   | Ungheria       | 51.75       | 112.5             | 112.5             | 120.0             | 112.5             | 92.5    | 92.5    | 97.5    | 92.5    | 122.5   | 122.5   | 127.5   | 122.5   | 327.5      |
| 4       | Tetsuhide Sasaki     | Giappone       | 51.80       | 97.5              | 102.5             | 105.0             | 105.0             | 90.0    | 95.0    | 97.5    | 97.5    | 120.0   | 125.0   | 125.0   | 120.0   | 322.5      |
| 5       | Aung Maung Gyi       | Birmania       | 51.50       | 85.0              | 90.0              | 95.0              | 95.0              | 95.0    | 100.0   | 105.0   | 105.0   | 115.0   | 120.0   | 125.0   | 120.0   | 320.0      |
| 6       | Pak Dong-geun        | Corea del Nord | 52.00       | 92.5              | 97.5              | 100.0             | 97.5              | 90.0    | 90.0    | 90.0    | 90.0    | 122.5   | 127.5   | 130.0   | 130.0   | 317.5      |
| 7       | Chaiya Sukchinda     | Thailandia     | 51.40       | 95.0              | 100.0             | 105.0             | 100.0             | 92.5    | 92.5    | 97.5    | 92.5    | 120.0   | 120.0   | 127.5   | 120.0   | 312.5      |
| 8       | Ion Hortopan         | Romania        | 51.70       | 90.0              | 95.0              | 97.5              | 97.5              | 90.0    | 95.0    | 97.5    | 95.0    | 110.0   | 15.0    | 117.5   | 117.5   | 310.0      |
| 9       | Charles Depthios     | Indonesia      | 51.95       | 95.0              | 100.0             | 100.0             | 95.0              | 90.0    | 90.0    | 95.0    | 90.0    | 125.0   | 125.0   | 125.0   | 125.0   | 310.0      |
| 10      | Lester Francel       | Colombia       | 52.00       | 95.0              | 100.0             | 105.0             | 100.0             | 80.0    | 80.0    | 85.0    | 85.0    | 112.5   | 117.5   | 120.0   | 117.5   | 302.5      |
| 11      | Anil Mondal          | India          | 51.65       | 85.0              | 90.0              | 95.0              | 95.0              | 80.0    | 85.0    | 90.0    | 85.0    | 107.5   | 112.5   | 117.5   | 117.5   | 297.5      |
| 12      | Kyujiro Saito        | Giappone       | 51.80       | 95.0              | 95.0              | 100.0             | 95.0              | 90.0    | 95.0    | 97.5    | 90.0    | 110.0   | 122.5   | 122.5   | 110.0   | 295.0      |
| 13      | Chun Hon Chan        | Canada         | 52.00       | 87.5              | 92.5              | 92.5              | 92.5              | 87.5    | 87.5    | 92.5    | 87.5    | 107.5   | 112.5   | 115.0   | 112.5   | 292.5      |
| 14      | Nigel Trance         | Filippine      | 51.80       | 85.0              | 85.0              | 85.0              | 85.0              | 85.0    | 90.0    | 92.5    | 90.0    | 115.0   | 120.0   | 122.5   | 115.0   | 290.0      |
| –       | Mohammad Reza Nasehi | Iran           | 51.95       | 95.0              | 100.0             | 100.0             | 95.0              | 90.0    | 95.0    | 95.0    | 90.0    | 115.0   | 120.0   | 122.5   | 120.0   | DQ [305.0] |
| –       | Salvador del Rosario | Filippine      | 51.55       | 92.5              | 97.5              | 97.5              | 97.5              | 90.0    | 90.0    | 95.0    | 95.0    | 120.0   | 120.0   | 122.5   | NVL     | DNF        |
| –       | Waldemar Korcz       | Polonia        | 51.80       | 102.5             | 102.5             | 107.5             | 102.5             | 92.5    | 97.5    | 97.5    | 92.5    | 125.0   | 125.0   | 127.5   | NVL     | DNF        |